# مبن
مبن (بالألمانية: Meppen) هي بلدة ألمانية تقع في ألمانيا في سكسونيا السفلى.  يقدر عدد سكانها بـ 34,580 نسمة .

## معرض صور

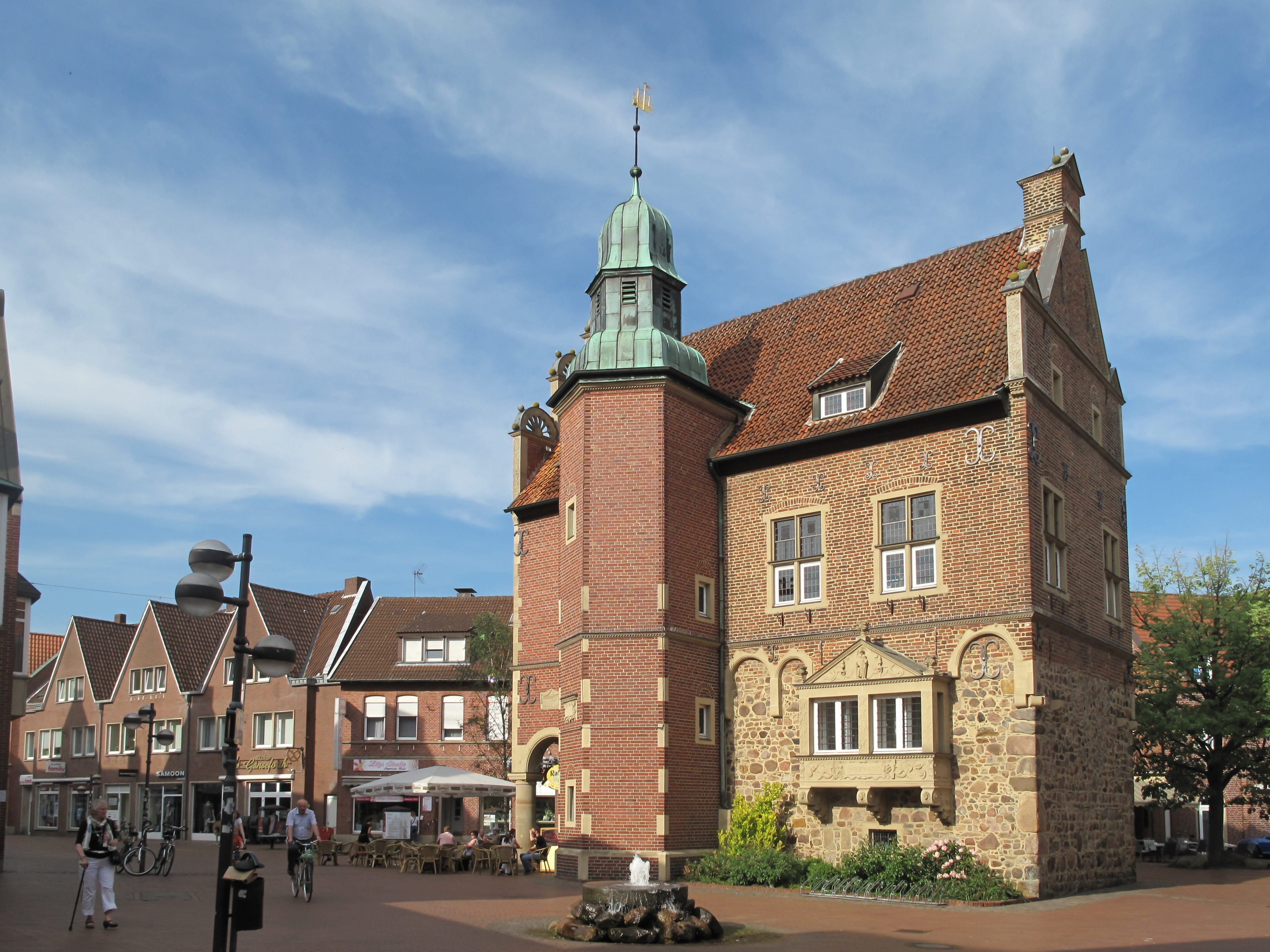
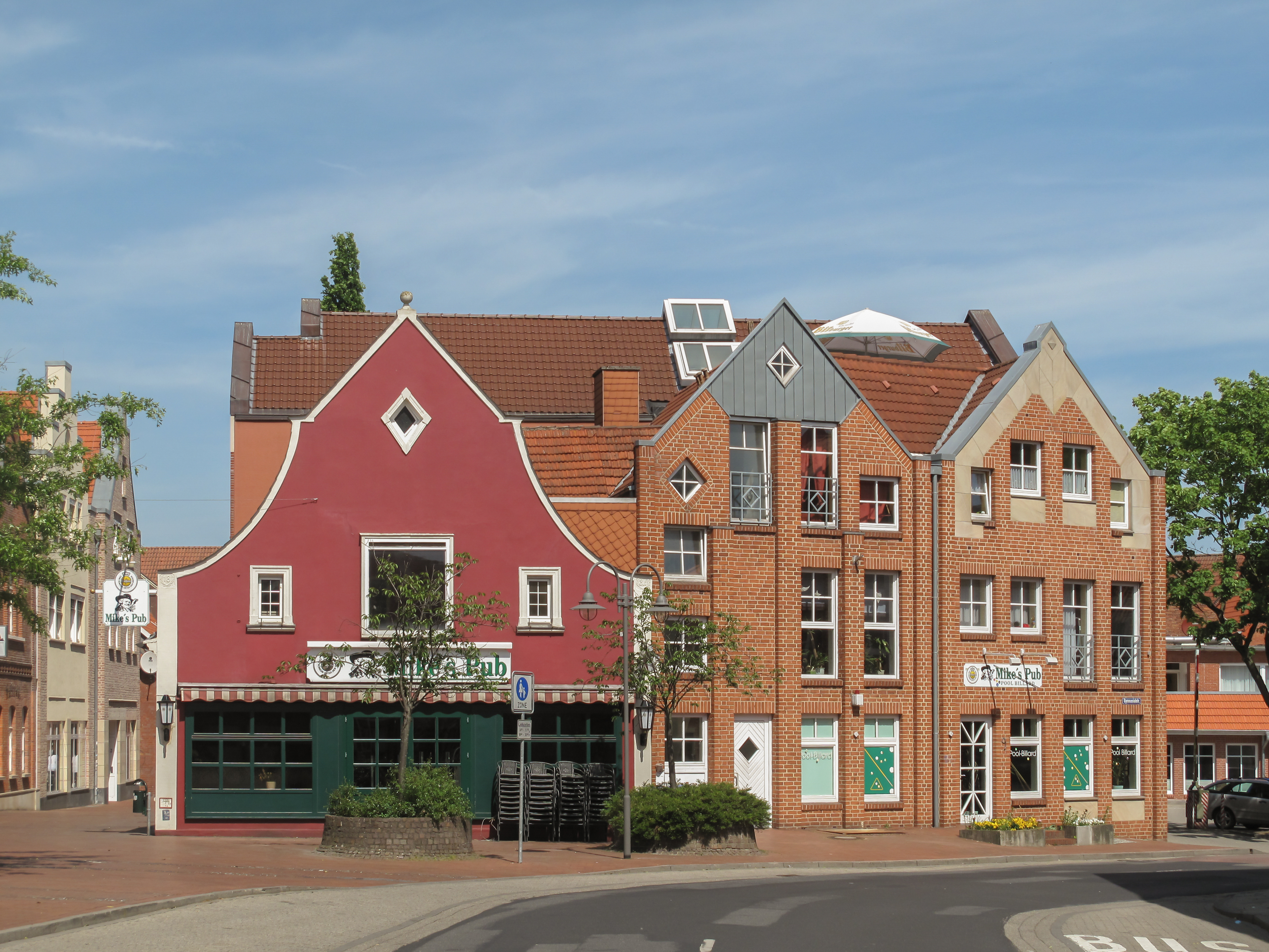
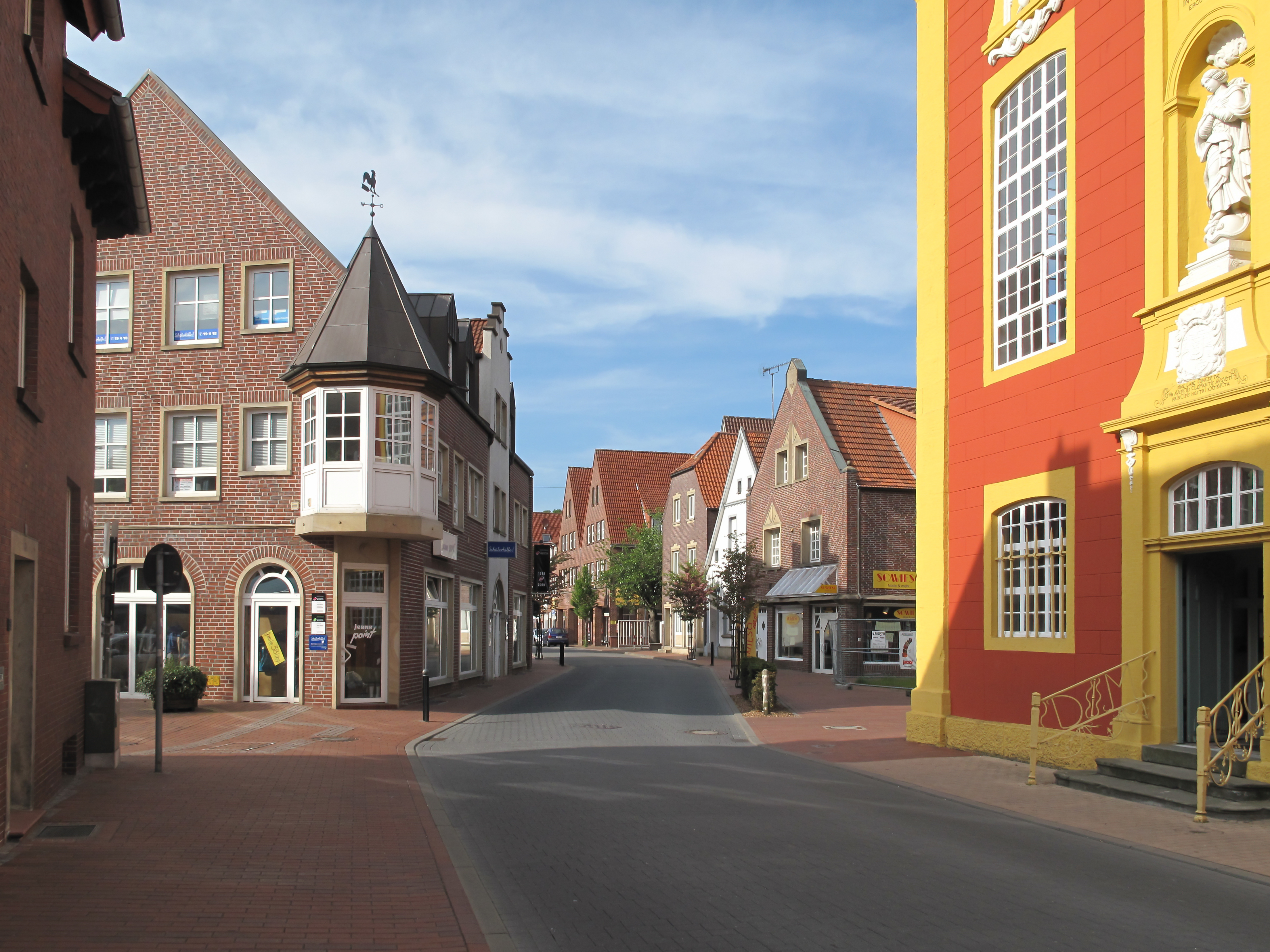
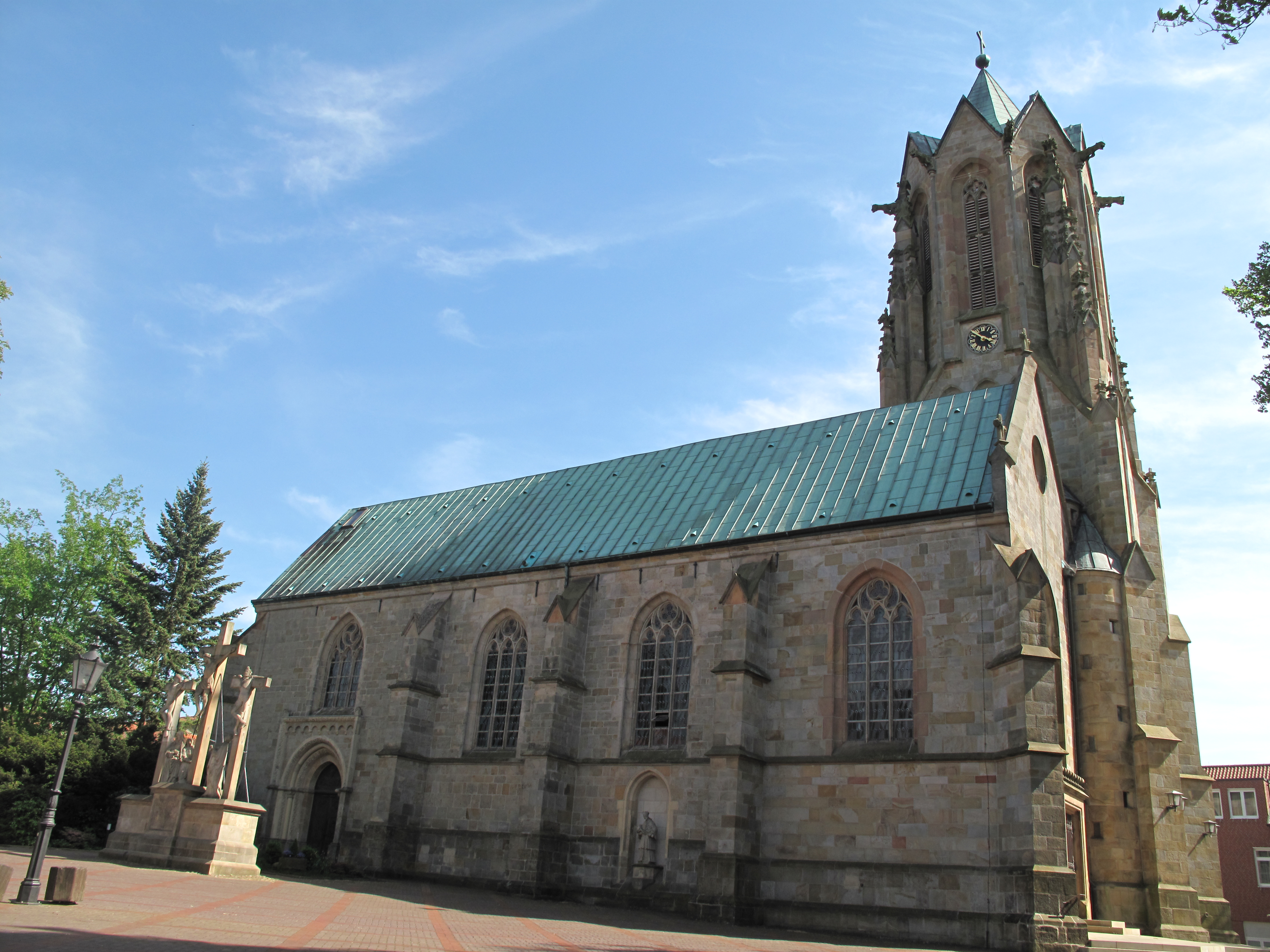
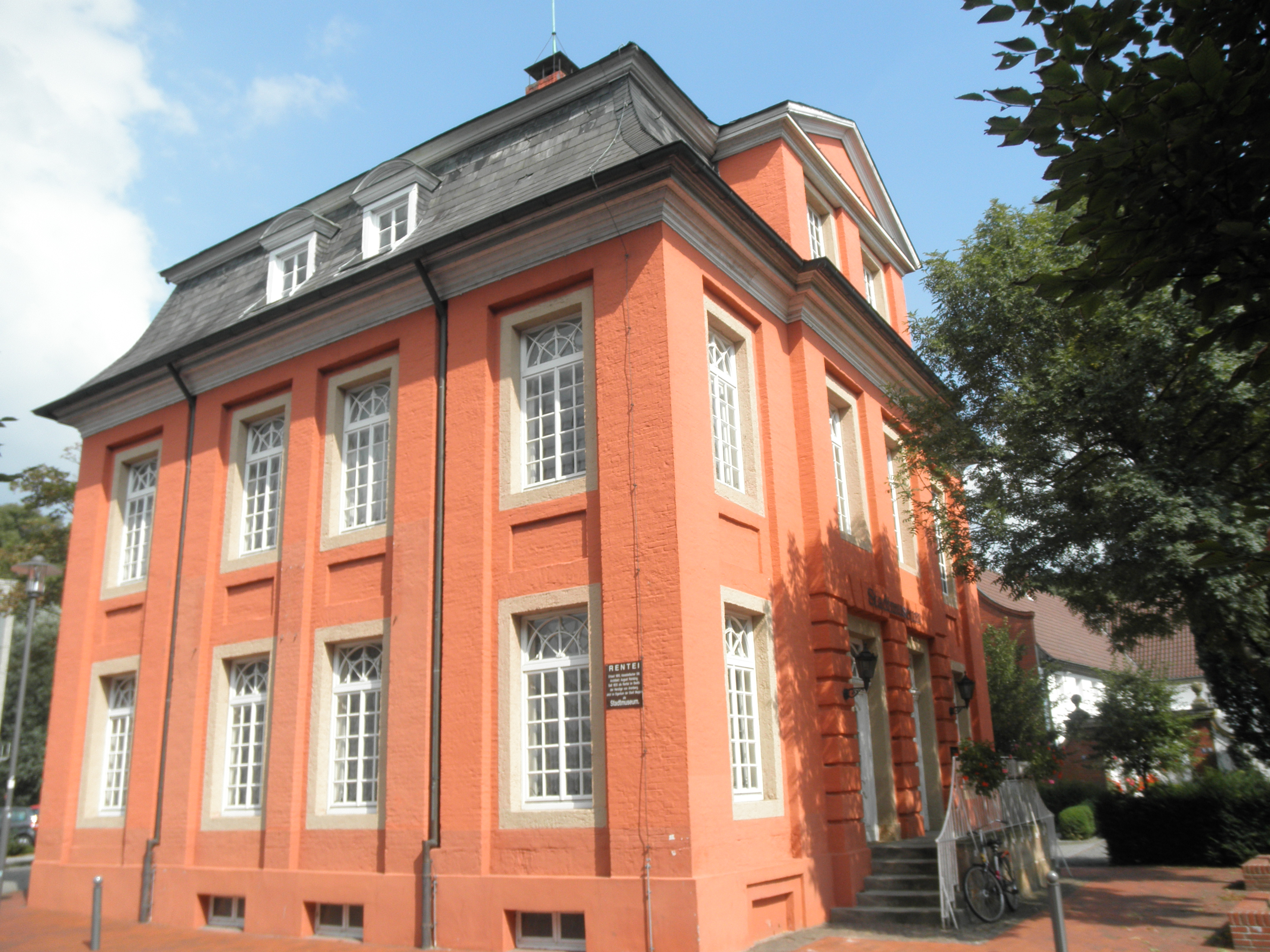
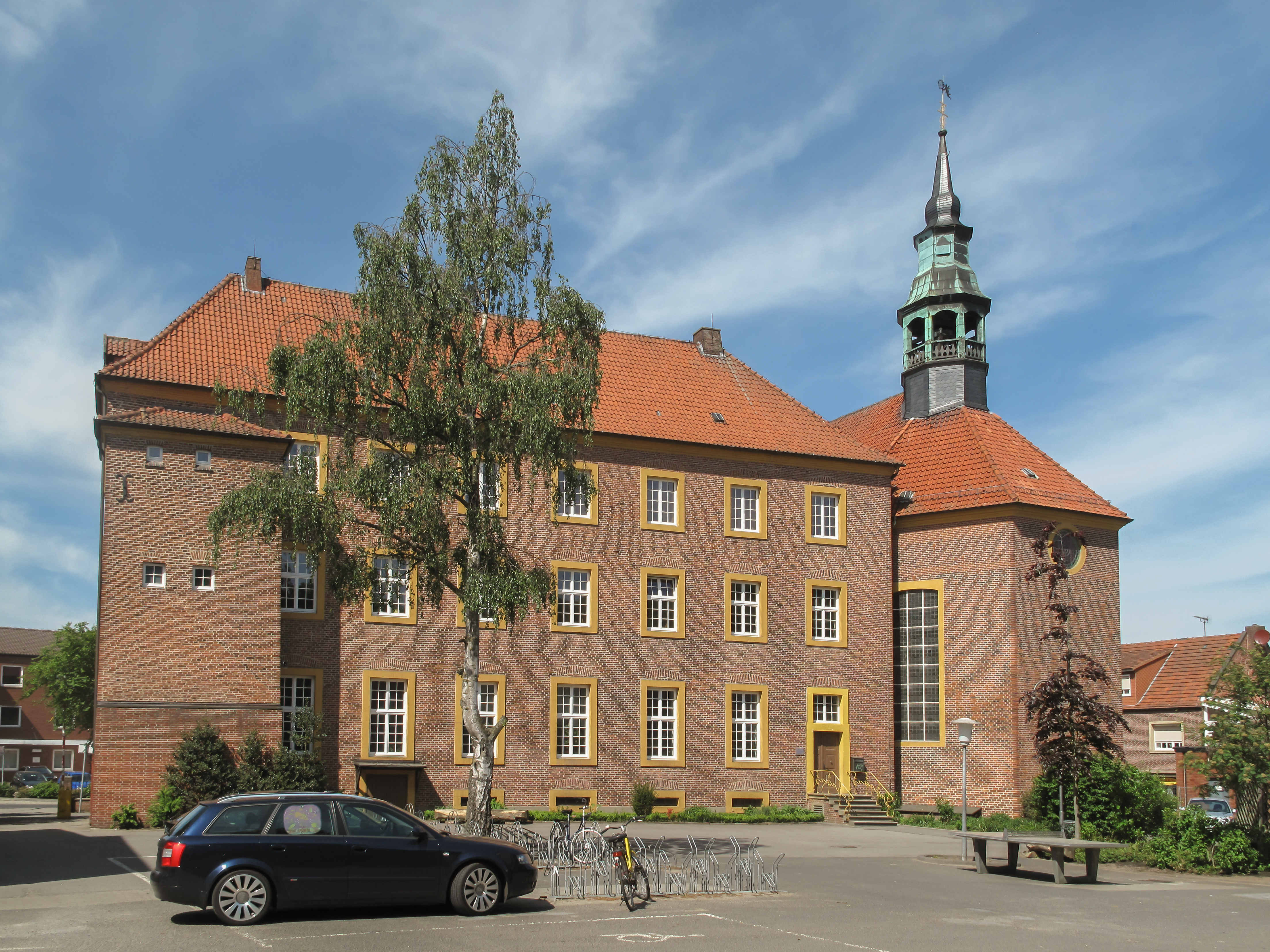

## أعلام
- كارل براندي
- كريستا فرايدا فوغل
- برنت يانسن
- هرمان كورتي